# ワンダーステラ
「ワンダーステラ」は、fhánaの楽曲。林英樹が作詞、佐藤純一が作曲を手掛けた。fhánaの6枚目のシングルとして2015年8月5日にLantisから発売された。

## 制作
本曲は、テレビアニメ『Fate/kaleid liner プリズマ☆イリヤ ツヴァイ ヘルツ！』のオープニングテーマに起用された。
佐藤曰くこの曲のコンセプトは絆。アニメ「プリズマ☆イリヤ」に出てくる少女たちの絆でもあり、fhánaのメンバー同士の絆でもあり、ファンの方たちとの絆という意味がある。
2番以降プログレ色が強くなるが、1コーラス作成時はプログレ的展開にしようとは考えていなかったという。
シングルの3曲目には、当曲をOiiがリミックスしたバージョンが収録されている。

## シングル収録内容
| 全作詞: 林英樹。 |                                           |           |                 |       |      |
| #                | タイトル                                  | 作詞      | 作曲            | 編曲  | 時間 |
| 1.               | 「ワンダーステラ」                        | 林英樹    | 佐藤純一        | fhána | 4:59 |
| 2.               | 「cymbals will ring」                     | 林英樹    | kevin mitsunaga | fhána | 4:50 |
| 3.               | 「ワンダーステラ」(Oii "Patchwork" Remix) | 林英樹    | 佐藤純一        | Oii   | 4:17 |
| 4.               | 「ワンダーステラ」(Instrumental)          | 林英樹    |                 |       | 4:59 |
| 5.               | 「cymbals will ring」(Instrumental)       | 林英樹    |                 |       | 4:50 |
| 合計時間:        | 合計時間:                                 | 合計時間: | 合計時間:       | 23:55 |      |